# Akureyris universitet
Akureyris universitet är ett universitet i Akureyri på Island. 
Akureyris universitet grundades september 1987. Akureyris universitet har 1 800 studenter och 180 anställda. Akureyris universitet har utbildningar inom sjukvård, juridik, samhällsvetenskap, pedagogik, naturvetenskap och ekonomi.